# Интермезоли (Терамо)
Интермезоли (итал. Intermesoli) је насеље у Италији у округу Терамо, региону Абруцо.
Према процени из 2011. у насељу је живело 126 становника. Насеље се налази на надморској висини од 765 м.